# Codename Sailor V
Codename Sailor V (コードネームはセーラーＶ?, Kōdonēmu wa Sērā V, lett. "Nome in codice: Sailor V") è un manga shōjo scritto e disegnato da Naoko Takeuchi, che vede protagonista Minako Aino, uno dei personaggi che in seguito diverrà parte integrante di Sailor Moon. Serializzata sulla rivista Run Run di Kōdansha tra il 1991 e il 1997, l'opera è stato raccolta in tre tankōbon e, nel 2004, ristampato con diverso formato e numero di pagine.
In Italia, il manga è stato pubblicato dalla Star Comics sulla rivista Amici con il titolo Sailor V, anche se nel primo capitolo il titolo era Il nome in codice è Sailor V. Nel 2010 la GP Publishing annuncia l'acquisizione dei diritti della nuova edizione del manga insieme a quello di Sailor Moon, e lo pubblica con il titolo Codename Sailor V alla fine del 2011.

## Trama
Minako Aino, una studentessa di 13 anni facile alle distrazioni, estroversa e sognatrice, incontra Artemis, un gatto bianco parlante con il simbolo di una luna crescente sulla fronte, che le dona il potere di trasformarsi in Sailor Venus, la Guerriera della Bellezza e della Giustizia il cui nome in codice è Sailor V. Protetta dal pianeta Venere, il suo compito è difendere la Terra. Per adempiere alla missione, Minako riceve un portacipria a forma di mezzaluna, che le permette di prendere le sembianze di chi vuole, e una penna magica per trasformarsi.
Sailor V comincia così a combattere contro i malvagi emissari della Dark Agency, comandati da Danburite, suscitando contemporaneamente l'invidia e l'ammirazione delle forze dell'ordine. Nel perseguire la sua missione, Sailor V incontra l'idol Saijo Ace, del quale s'innamora e che si scoprirà essere lo stesso Danburite, al servizio degli Shitennou, che mira a schiavizzare il mondo tramite i suoi idol in primis, e i vari negozi e centri commerciali dopo.
Alla fine, però, Minako capisce che il suo compito è molto più importante dell'amore e prende coscienza di essere Sailor Venus, iniziando a cercare le altre Sailor e la Principessa della Luna.

## Personaggi
Minako Aino (愛野 美奈子?, Aino Minako) / Sailor V (セーラーＶ?, Sērā V)
Una tredicenne molto brava nello sport, è iscritta al club di pallavolo e s'innamora facilmente. Frequenta la prima media, ama mangiare e dormire, guardare la televisione, giocare ai videogiochi e leggere fumetti. Non va, però, molto bene a scuola, soprattutto in matematica; non le piacciono i poliziotti. Il suo sogno è diventare un'idol e s'innamora di Saijo Ace. Alla fine del manga, recupera i ricordi di quando era la principessa di Venere al servizio di Serenity e decide di cominciare a cercare le altre Sailor. È nata il 22 ottobre e il suo gruppo sanguigno è B. Grazie ad Artemis, si trasforma in Sailor V, la paladina della giustizia.
Artemis (アルテミス?, Arutemisu)
Il partner di Minako nella lotta contro la Dark Agency, è un gatto bianco con il simbolo di una luna crescente sulla fronte. Capisce e parla il linguaggio degli uomini.
Boss (ボス?, Bosu)
È una voce che comunica informazioni e ordini a Minako tramite la ricetrasmittente sulla penna di trasformazione della ragazza utilizzando il computer del quartier generale, situato sotto la sala giochi Crown e collegato all'Eternity Main System, il computer centrale del Regno della Luna. La sua identità è sconosciuta.
Hikaru Sorano (空野 ひかる?, Sorano Hikaru)
Amica d'infanzia di Minako sin dalla scuola elementare, è la vicepresidentessa di un'organizzazione cittadina di volontariato.
Gurikazu Amano (天野 ぐりかず?, Amano Gurikazu)
È un compagno di classe di Minako molto intelligente. Ha una cotta per Minako e proviene da una famiglia benestante. Indossa degli occhiali con una spirale sulla lente: per questo motivo, e per la sua pettinatura, è molto simile al personaggio di Umino, comparso in Sailor Moon.
Natsuna Sakurada (桜田 夏菜?, Sakurada Natsuna)
Il sovrintendente capo del dipartimento di polizia di Tokyo, è una grandissima fan di Sailor V, ma non vuole che qualcuno venga a saperlo. Il suo più grande desiderio è reclutare Sailor V come suo agente e a questo scopo ha creato un reparto investigativo speciale. Quando scopre la vera identità di Sailor V nel capitolo 10, comincia a telefonare ogni settimana a Minako per convincerla a entrare in polizia. È la sorella di Haruna Sakurada, che compare in Sailor Moon.
Toshio Wakagi (若木 トシオ?, Wakagi Toshio)
Ha 27 anni ed è un agente del reparto investigativo speciale del dipartimento di polizia di Tokyo. Agli ordini di Natsuna Sakurada, odia Sailor V perché pensa si prenda gioco degli agenti. Ha un fratello maggiore.
Madre di Minako (美奈子のママ?, Minako no mama)
Una casalinga, la maggior parte delle volte rimprovera la figlia Minako per il suo comportamento.
Padre di Minako (美奈子のパパ?, Minako no papa)
Lavora come impiegato e sua moglie lo considera uno sfaticato.
Motoki Furuhata (古幡 元基?, Furuhata Motoki)
Lavora alla sala giochi Crown per pagarsi gli studi universitari e appare anche in Sailor Moon.
Saito (斎藤さん?, Saitō-san)
Un tempo studente della scuola media Shiba, è il capo di una banda delle scuole superiori e in ragazzo più duro di Tokyo. Innamorato di una sua ex-insegnate (la professoressa Okamoto), la quale si scopre però essersi sposata. Nel capitolo 8, bacia Minako trasformata da professoressa Okamoto credendo che si tratti della donna.

### Comparse
- Usagi Tsukino
- Ami Mizuno
- Rei Hino
- Makoto Kino
- Mamoru Chiba

### Dark Agency
La Dark Agency è l'organizzazione dalla quale provengono i nemici affrontati da Sailor V. Sebbene formalmente sia un'agenzia che sponsorizza idol, in realtà si tratta di una succursale del Dark Kingdom col compito di recuperare l'energia umana e di aumentare il numero dei loro schiavi. Nell'ultimo capitolo del manga, l'agenzia cercherà di rinnovarsi sotto il nome di Avex Trax Production per estendere i suoi piani su tutto l'Estremo Oriente.
Danburite (ダンブライト?, Danburaito, Danbright nella traduzione Star Comics) / Saijo Ace (最上Ａ?, Saijō Ace)
Il capo di Dark Agency, serve gli Shitennou. Debutta come attore in televisione nel telefilm "Il fantomatico ladro Ace" (Kaito Ace in giapponese), e sale subito ai vertici della popolarità. In passato era Adonis, un guerriero al servizio di Sailor Venus come principessa del pianeta Venere, della quale si era innamorato senza speranza. È stato riportato in vita come guerriero del Dark Kingdom, ma muore alla fine del manga per permettere a Minako di non essere più costretta a scegliere tra l'amore e la sua missione. Il suo attacco è il "Delicious Ace Poker Shot".
Narcissus (ナルキッソス?, Narukissosu)
Un nuovo studente alla scuola media Shiba di nome Higashi, frequenta il secondo anno ed è membro della squadra di pallacanestro. L'idolo delle ragazze, fa il lavaggio del cervello a tutte loro, trasformandole in sue schiave. Minako si prende una cotta per lui e cerca, senza successo, di consegnargli una lettera d'amore. Viene sconfitto da Sailor V nel capitolo 1. Il suo nome deriva dal personaggio mitologico di Narciso. Narkissos/Higashi è l'unico personaggio di Sailor V ad essere ricordato da Minako in Sailor Moon, sebbene all'interno della storia "fuori serie" L'amante della Principessa Kaguya.
Pandora (パンドラ?, Pandora)
È un'idol che debutta sul canale 44 in uno show di 24 ore, trasmettendo onde sonore che fanno il lavaggio del cervello e costringono le persone a guardare sempre la televisione. Regala un CD autografato a tutti i ragazzi che si presentano agli studi televisivi per renderli suoi schiavi. Viene sconfitta da Sailor V nel capitolo 3.
Petite Pandora (プチ・パンドラ?, Puchi Pandora)
La sorella minore di Pandora, per vendicarla vuole uccidere Sailor V. Lavora come modella e idol; il suo occhiolino rende gli uomini suoi schiavi. Viene sconfitta da Sailor V nel capitolo 4.
Dark Guys (ダーク・ガイズ?, Dāku Gaizu)
Un gruppo composto da tre idol gemelli, si rivolgono a un pubblico di ragazze. Vengono sconfitti da Sailor V nel capitolo 5.
Twin Dark (ツイン・ダーク?, Tsuin Dāku)
Sono due idol gemelle, sorelle minori dei Dark Guys, che si rivolgono a coloro che amano lo stile lolita. Sono dei cloni e vengono sconfitte da Sailor V nel capitolo 5.
Dark Shizuhime (ダーク静姫?, Dāku Shizuka-hime)
È una popolare cantante di karaoke, che si rivolge all'uomo medio. Viene sconfitta da Sailor V nel capitolo 5. Il suo nome originale è Dark Shizuka-hime, traducibile come Principessa oscura del silenzio.
Fluorite (フローライト?, Furōraito)
Il capo degli idol Pandora, Petite Pandora, Dark Guys, Twin Dark e Dark Shizuhime, prende ordini direttamente da Danburite. Il suo obiettivo è raccogliere energia. Come molti altri sottoposti del Dark Kingdom, anche il suo nome deriva dal minerale omonimo. Viene sconfitta da Sailor V nel capitolo 5.
Luga (ルゥガ?, Rūga)
È la combattente di un videogioco che rende i giocatori arrabbiati. Viene sconfitta da Sailor V nel capitolo 6.
Hibiscusy (ハイビスカシー?, Haibisukashī)
La rappresentante della Dark Agency alle Hawaii, raccoglie l'energia dei giapponesi che vanno all'estero per le vacanze. Trasforma il fratello maggiore dell'agente Wakagi nel mostro Aloha Mask. Viene sconfitta da Sailor V nel capitolo 7. Il suo nome deriva dalla pianta ibisco.
Vivian (ビビアン?, Bibian)
Il capo della banda Dark Confederation che scatena risse in città, raccoglie energia dalle risse tra bande e, una volta assorbita, fa il lavaggio del cervello alle sue vittime, trasformandole in burattini. Viene sconfitta da Sailor V nel capitolo 8.
Debrine (デブリーネ?, Deburīne)
Appare a San Valentino e vende alle ragazze della cioccolata che le fa ingrassare. In seguito, apre un centro estetico e, tramite dei finti trattamenti dimagranti, succhia l'energia alle pazienti. Viene sconfitta da Sailor V nel capitolo 9.
Liquid Founda (リキッド・ファンデ?, Rikiddo Fande), Powder Founda (パウダー・ファンデ?, Paudā Fande), Water Founda (ウォーター・ファンデ?, U~ōtā Fande) & Solid Founda (ソリッド・ファンデ?, Soriddo Fande)
Impiegate al salone di bellezza Fashion Building Heroine, Liquid Founda si occupa dei cosmetici al primo piano, Water Founda dei vestiti al secondo, Powder Founda dei regali al terzo e Solid Founda dei servizi al cliente al quarto. Dopo aver fatto compere, alle ragazze viene fatto il lavaggio del cervello, che fa credere loro che, se sconfiggeranno Sailor V, diventeranno bellissime. Sono parti della stessa donna, Founda, che viene sconfitta da Ace nel capitolo 10.
Miao-Miao (ニャンニャン?, Nyan Nyan)
La sorella maggiore di un trio di nemici ispirati agli animali. Il suo piano è succhiare energia dalle persone che partecipano al festival dell'atletica. Può trasformarsi in un gatto; il suo nome originale deriva dall'onomatopea giapponese per il verso dei gatti. Viene sconfitta da Sailor V nel capitolo 11.
Bau-Bau (ワンワン?, Wan Wan)
Il fratello di mezzo di Miao-Miao, vuole vendetta per la sconfitta della sorella maggiore. Si trasforma in un cagnolino nero di nome Luna: assomigliando, però a un gatto che Artemis lo scambia per la sua omonima compagna. Il suo nome originale deriva dall'onomatopea giapponese per il verso dei cani. Viene sconfitto da Sailor V nel capitolo 12.
Chuu-Chuu (チュウチュウ?, Chū Chū)
La sorella minore, è una zanzara e principessa del mondo degli insetti. Finge di essere un dottore per prelevare tutto il sangue dai giapponesi. Il suo nome deriva dall'onomatopea giapponese per il verso dei topi. Viene sconfitta da Sailor V nel capitolo 13.
Mic McKey (マイク・マッキー?, Maiku Makkī)
Una cantante di karaoke, il suo obiettivo è impossessarsi dell'energia di chi canta. Viene sconfitta da Sailor V nel capitolo 14.
Principessa Linlin (プリンセス惏惏?, Purinsesu Rinrin)
Rappresentante di Saijo Ace alla Avex Trax Production sotto il falso nome di Mary Linlin, lavora a stretto contatto con Danburite e scopre la vera identità di Sailor V. Ha un grande appetito e si presenta come "Il bello stomaco del Dark Kingdom". Nella seconda edizione italiana viene fatta parlare con l'accento cinese, sostituendo la "L" alla "R". Viene sconfitta da Sailor V nel capitolo 16 ed i suoi colpi segreti sono "Lin Lin Lan Lan Lyamen" e "Lin Lin Lan Lan Lame di Drago".

## Oggetti magici
Penna di Trasformazione V (Ｖ 変身ペン?, V Henshin Pen)
La penna che Minako usa per trasformarsi, è dotata di un'antenna e di una ricetrasmittente dalla quale sente gli ordini del Boss. Scrive la verità e Minako la usa spesso per fare i compiti.
Portacipria (コンパクト?, Konpakuto, Compact)
Un portacipria a forma di mezzaluna, permette a Minako di prendere le sembianze di chi desidera, ma anche di sferrare l'attacco finale ai nemici; inoltre rivela il vero aspetto delle persone e può essere usato come un boomerang. Si ricarica con i raggi di Luna. Nell'edizione italiana GP viene chiamato anche "Mezzaluna Amplifier".

## Capitoli del manga

### Prima edizione
In Giappone, i 15 capitoli del manga sono stati pubblicati in 3 tankōbon. In Italia, i capitoli sono stati pubblicati sulla rivista Amici della Star Comics in 14 numeri. Alcuni numeri di Amici hanno pubblicato doppi capitoli di Sailor V, quindi non è presente una perfetta corrispondenza tra capitolo e numero della rivista.
| Nº Ja | Nº It | Titolo italiano Giapponese 「Kanji」 - Rōmaji | Data di prima pubblicazione         | Data di prima pubblicazione |
| Nº Ja | Nº It | Titolo italiano Giapponese 「Kanji」 - Rōmaji | Giapponese                          | Italiano                    |
| 1     | 1-5   | Sailor V 「コードネームはセーラーＶ １」 | 18 dicembre 1993 ISBN 4-06-322801-0 | novembre 1997-marzo 1998    |
| 1     | 1-5   | Capitoli - 01. La nascita di Sailor V (セーラーＶ誕生！?, Sērā V tanjō!) - 02. Corona della sala (美奈子ｉｎ「ゲームセンタークラウン」?, Minako in 'Gēmu Sentā Kuraun') - 03. Sailor V in TV! Canale 44, l'ambizione di Pandora (セーラーＶ初登場－－「チャンネル４４」パンドラの野望編?, Sērā V hatsu tōjō! -- 'Chaneru 44' Pandora no yabō hen) - 04. L'ambizione di Petite Pandora (プチ・パンドラの野望編?, Pechi Pandora no yabō hen) - 05. Il complotto della Dark Agency (ダーク・エージェンツーの院謀編 ?, Dāku Eejentsū no un bō hen) - 06. Un incontro! Sailor V contro la guerriera elettronica (対決！セーラーＶ ｖｓ. 電脳少女闘士ルゥガ?, Taiketsu! Sērā V vs. Dennō shōjo toshi Rūga) |                                     |                             |
| 2     | 6-9   | Sailor V 「コードネームはセーラーＶ ２」 | 22 ottobre 1994 ISBN 4-06-322810-X  | aprile-luglio 1998          |
| 2     | 6-9   | Capitoli - 07. L'amore sul viale, motore turbo al massimo (セーラーＶバカンス編－－ハワイヘの野望！?, Sērā V bakansu hen -- Hawai e no yabō!) - 08. Ambizione alle Hawaii, Sailor V in vacanza (並木道の恋－－ターボ全開バリバリ！編?, Namiki michi no koi -- Tābo zenkai BariBari! en) - 09. Sailor V contro Debrine (セーラーＶ ｖｓ. デブリーネ?, Sērā V vs. Deburīne) - 10. Sailor V in crisi!? L'arrivo del ladro Ace (セーラーＶピンチ！？怪盗Ａ登場！?, Sērā V pinchi!? Kaitō A tōjō) |                                     |                             |
| 3     | 10-14 | Sailor V 「コードネームはセーラーＶ ３」 | 6 novembre 1997 ISBN 4-06-322810-X  | agosto-dicembre 1998        |
| 3     | 10-14 | Capitoli - 11. Gli animali domestici-prima parte: il complotto di Nian-Nian (ペット編その１．娘々の陰謀?, Petto hen sono 1 Nyan Nyan no inbō) - 12. Gli animali domestici-seconda parte: il complotto di Bau-Bau (ペット編その２．王々の陰謀?, Petto hen sono 2 Wan Wan no inbō) - 13. Gli animali domestici-terza parte: il complotto di Chu-Chu (ペット編その３．触々の陰謀?, Petto hen sono 3 Chuu Chuu no inbō) - 14. Gioventù dedicata alla pietra fasciata (ハチマキ石にかけた青春！！?, Hachimaki ishi ni kaketa seishun!!) - 15. L'inizio di un nuovo viaggio (新たなる旅立ちッ！！?, Aratanaru tabidachi!!)                                                                                 |                                     |                             |

### Seconda edizione
In Giappone, nel 2004, la serie è stata ristampata in 2 tankōbon. È edita in Italia dalla GP Publishing nel 2011.
| Nº | Titolo italiano Giapponese 「Kanji」 - Rōmaji | Data di prima pubblicazione         | Data di prima pubblicazione          |
| Nº | Titolo italiano Giapponese 「Kanji」 - Rōmaji | Giapponese                          | Italiano                             |
| 1  | Codename Sailor V 1 「コードネームはセーラーＶ新装版 １」 | 29 ottobre 2004 ISBN 4-06-334929-2  | dicembre 2011 ISBN 978-88-6468-149-8 |
| 1  | Capitoli - 01. La nascita di Sailor V! (セーラーＶ誕生！?, Sērā V tanjō!) - 02. Minako in "Game Center Crown" (美奈子ｉｎ「ゲームセンタークラウン」?, Minako in "Gēmu Sentā Kuraun") - 03. La prima apparizione di Sailor V! -- "Channel 44" - L'ambizione di Pandora (セーラーＶ初登場－－「チャンネル４４」パンドラの野望編?, Sērā V hatsu tōjō! -- 'Chaneru 44' Pandora no yabō hen) - 04. L'ambizione di Petite Pandora (プチ・パンドラの野望編?, Pechi Pandora no yabō hen) - 05. Il complotto di Dark Agency (ダーク・エージェンツーの院謀編 ?, Dāku Ējentsū no unbō hen) - 06. Sailor V vs. Luga, la cyber-fighter girl (対決！セーラーＶ ｖｓ. 電脳少女闘士ルゥガ?, Taiketsu! Sērā V vs. Dennō shōjo toshi Rūga, La resa dei conti! Sailor V vs. la cyber ragazza combattente Luga) - 07. La vacanza di Sailor V -- Intrigo alle Hawaii (セーラーＶバカンス編－－ハワイヘの野望！?, Sērā Bi bakansu hen -- Hawai e no yabō!, Le vacanze di Sailor V -- L'ambizione alle Hawaii!) - 08. L'amore del viale alberato -- Rombo di motori a tutto gas! (並木道の恋－－ターボ全開バリバリ！編?, Namiki michi no koi -- Tābo zenkai baribari! En) |                                     |                                      |
| 2  | Codename Sailor V 2 「コードネームはセーラーＶ新装版 ２」 | 22 novembre 2004 ISBN 4-06-334947-0 | gennaio 2012 ISBN 978-88-6468-278-5  |
| 2  | Capitoli - 09. Sailor V vs. Debrine (セーラーＶ ｖｓ. デブリーネ?, Sērā V vs. Deburīne) - 10. Sailor V in difficoltà?! La comparsa del fantomatico ladro Ace (セーラーＶピンチ！？怪盗Ａ登場！?, Sērā V pinchi!? Kaitō A tōjō) - 11. Pet Chapter 1. Il complotto di Miao-Miao (ペット編その１．娘々の陰謀?, Petto hen sono 1. Nyan Nyan no inbō, Pet parte 1. La cospirazione di Nyan Nyan) - 12. Pet Chapter 2. Il complotto di Bau-Bau (ペット編その２．王々の陰謀?, Petto hen sono 2. Wan Wan no inbō, Pet parte 2. La cospirazione di Wan Wan) - 13. Pet Chapter 3. Il complotto di Chuu-Chuu (ペット編その３．触々の陰謀?, Petto hen sono 3. Chuu Chuu no inbō, Pet parte 3. La cospirazione di Chuu Chuu) - 14. La gioventù puntata sulla pietra Hachimaki (ハチマキ石にかけた青春！！?, Hachimaki ishi ni kaketa seishun!!) - 15. Partenza per un nuovo viaggio! I parte (新たなる旅立ちッ！！前編?, Aratanaru tabidachi!! Zenpen, Inizia un nuovo viaggio!! Prima parte) - 16. Partenza per un nuovo viaggio! II parte (新たなる旅立ちッ！！後編?, Aratanaru tabidachi!! Kōhen, Inizia un nuovo viaggio!! Seconda parte)                   |                                     |                                      |

### Terza edizione
In Giappone a maggio 2014, a seguito della terza edizione kanzenban del manga di Sailor Moon, è stato ristampato l'intero manga di Sailor V in due volumi.
| Nº | Titolo italiano Giapponese 「Kanji」 - Rōmaji              | Data di prima pubblicazione           | Data di prima pubblicazione            |
| Nº | Titolo italiano Giapponese 「Kanji」 - Rōmaji              | Giapponese                            | Italiano                               |
| 1  | Codename Sailor V 1 「コードネームはセーラーＶ 完全版 １」 | 27 maggio 2014 ISBN 978-4-06-364946-8 | 8 maggio 2021 ISBN 978-88-226-2187-0   |
| 2  | Codename Sailor V 2 「コードネームはセーラーＶ完全版 ２」  | 27 maggio 2014 ISBN 978-4-06-364947-5 | 13 ottobre 2021 ISBN 978-88-226-2195-5 |

## Sailor VeSailor Moon
I due manga sono stati pubblicati contemporaneamente su due diverse testate (Sailor V su Run Run, Sailor Moon su Nakayoshi) e si sono conclusi nello stesso periodo.
Il personaggio di Usagi Tsukino è parzialmente ispirato a quello di Minako Aino. Entrambe sono pigre, poco inclini allo studio e molto alle distrazioni e ai divertimenti. La differenza più evidente è la scarsa atleticità di Usagi in confronto a Minako, che invece è una provetta sportiva. Inoltre, mentre Usagi tende a piagnucolare spesso, Minako è più razionale ma a volte tende al melodrammatico.
Nel manga di Sailor V appaiono brevemente alcuni personaggi di Sailor Moon, come Usagi Tsukino, Ami Mizuno, Rei Hino, Makoto Kino Naru Osaka e Motoki Furuhata, oltre che un'immagine in ombra delle cinque Guerriere Sailor principali e dei due gatti in una visione di Silver Millennium. Inoltre, è possibile notare molte somiglianze fisiche e caratteriali tra alcuni personaggi delle due serie.

## Serie OAV
Una serie OAV basata sul manga Codename Sailor V era stata progettata, ma non fu mai realizzata. Si decise invece di animare il successivo manga dell'autrice, che presentava più spunti e volumi.